# Jack in the Dark
Jack in the Dark est une publicité pour Alone in the Dark 2. Il est composé d'une seule disquette. Il présenté sous forme d'un très petit jeu survival horror et livrée avec certaines versions du premier Alone in the Dark pour la noël 1993. Ce jeu est un conte de Noël où le joueur incarne Grace Saunders — la petite fille que l'on propose de retrouver dans Alone in the Dark 2 — et doit sauver le père Noël d'un méchant Jack-in-the-box. Jack in the Dark est un pur jeu d'aventure à résolution d'énigmes, il n'y a pas de combats, car ce personnage ne peut pas attaquer.
Il a été inclus dans les versions CD d'Alone in the Dark et Alone in the Dark II.